# 若宮はずき
若宮 はずき（わかみや はずき、1993年11月9日 - ）は、日本のAV女優。バンビプロモーション所属。アイドルユニット「原宿☆バンビーナ」の最終メンバー。前名は早川 瑞希（はやかわ みずき）。
2020年7月10日、自身のツイッターで若宮 はずき（わかみや はずき、1993年11月9日 - ）への改名を報告。

## 略歴
愛知県出身。2015年1月、SODクリエイトのレーベル「Sキュービック」（所属チーム:TEAM O3（チームオゾン））からAVデビュー。きっかけは知人の紹介。
2017年1月27日、アイドルユニット「原宿☆バンビーナ」の追加メンバーとして参加、2月11日のワンマンライブにてお披露目。イメージカラーはオレンジ、キャッチフレーズは「みんなの太陽」。
2017年8月4日、原宿☆バンビーナとしてTOKYO IDOL FESTIVALに初出演。
2017年9月23日、フェチ博覧会&即売会「フェチフェス１１」にトイズハートブースで初参加。
2018年8月3日、原宿☆バンビーナとしてTOKYO IDOL FESTIVALに出演。
2018年9月16日、フェチ博覧会&即売会「フェチフェス１４」にマックス・エー＆トイズハートブースのトイズハート側売り子として参加。
2020年7月10日、自身のツイッターで若宮 はずき（わかみや はずき）に改名を報告。事務所は変わらない。なお前名のアナグラムとなっている。
2023年5月22日週FANZA動画フロアランキングにて、出演した『BAZOOKA 冬の大感謝セール コスパ最強ノーカットベスト爆乳限定2749分』（BAZOOKA）が1位を記録。
2024年6月26日、東京・池袋LiveinnROSA「楽演祭vol.31」にて、七海ゆあとの原宿☆バンビーナを5年ぶりに再結成し歌唱した。

## 人物
AV女優になったのは大学の学費のため（教育ローンの返済）。公式プロフィール上は東京出身となっているが、実際には愛知県名古屋市出身であり、大学も名古屋市内の大学であった。
AV女優になる前、名古屋市内のロリ系ファッションヘルスに勤めており、AV女優になった後も、しばらくの間はヘルスで働いていた。
きょうだい構成は3姉妹の真ん中。初体験は17歳。バイト先のサークルK店長がパイパンは感度がいいと言って以来パイパンにしており、デビュー以降も脱毛している。
2019年のインタビューで、事務職と企画女優を両立していると語っている。

## 出演作品

### アダルトDVD

#### 早川瑞希 名義
- AV Debut S級美少女が3人同時にAVデビュー（1月8日、Sキュービック）
- 夢の近親相姦♡ 親父の再婚相手に娘が三人!突然出来た姉貴達のパンチラ誘惑に僕も親父も我慢ができまっしぇん!!（2月5日、Sキュービック）
- S3 中出しキャンプ ドスケベ全開! 最後の思い出作り 生ハメ中出し大乱交!!（3月5日、Sキュービック）
- 僕のかわいい妹瑞希と毎日ラブラブH♡（4月9日、SODクリエイト）
- 働くオンナ猟り vol.20 豊洲のOLたちをとことんハメ廻す!! 豊洲OL編（5月2日、プレステージ）
- Teenハンティング vol.06（6月10日、DOC）※「りの」名義
- ぷっくり膨らんだ肉厚マ○コのマン筋を無防備に晒す彼女の妹に興奮した僕は…（6月10日、DOC）
- パイパン現役アスリート肉体調教SEX 発情エロクチビル美人（6月19日、upson）
- 街角女子力検定!! お姉さんのSEX偏差値調べます!（6月19日、DOC）※「あずさ」名義
- 犯罪録 盗撮魔によるOL集団強姦事件 File.03（6月19日、MAD）
- 過激すぎるド素人娘 4時間スペシャル 25（6月26日、S級素人）
- サラリーマンに人気の秘湯温泉宿で働くピンクコンパニオンはワケアリなのか!!生本番が出来るというウワサは本当なのか!?検証してみた!! 3（6月26日、SCOOP）
- 東京五反田発の競泳水着出張マッサージ風俗店癒しのプールサイドクルセイダーズパツパツ競泳水着での密着プレイ中にマッサージ嬢を欲情させるとSEXまでヤレるらしい!?（6月26日、SCOOP）
- 「カネが無い客には興味がない」お客を見下す高飛車キャバ嬢に媚薬を飲ませて強制発情激イキSEX（7月1日、DOC）
- 「ダメ」と最初は言いつつも結局ヤラせてくれるダメエロ女!かわいいくせにチ●ポを拒めない…お人好し女子大生。初潮吹き、痙攣濃厚SEX!（7月1日、リコピン）
- 激カワ娘と南国で子作り中出しSEX（7月10日、BAZOOKA）
- 麗しの美人OL Premium Beauty Vol.5（7月10日、BAZOOKA）
- 現地でナンパしたS級素人たちと即ズボ交渉しちゃいました!! in石垣島（7月10日、S級素人）
- 現役女子大生ナマ中出しライフ 3（7月10日、S級素人）
- 都内から南国に遊びにきて浮かれ気分の完全無防備娘に突然襲いかかり生ハメ中出し（7月10日、SCOOP）
- クラスで一番モテる女子が僕の家にまさかのお泊り!?部屋に入ってから警戒心がないのか、パンツ丸出しでスキを見せまくる彼女に勃起確定!!（7月10日、SCOOP）
- 120％リアルガチ軟派伝説 vol.26 in 静岡（7月10日、プレステージ）※「しずか」名義
- 街角美少女を、本気でヤッちゃいました。2nd. vol.17 東京秋葉原で顔射ナンパ編（7月21日、プレステージ）※「ミズキ」名義
- 徹底的鼻（7月23日、AKNR）
- 愛人×人妻×濃厚接吻（8月14日、BAZOOKA）
- 速攻ハメ車!! 青姦乱交キャンピングカー Part3（8月14日、S級素人）
- 合コン中にガチナンパ!!泥酔させてお持ち帰りSEX｢絶対に顔出しNG!!｣を条件にパーツモデル撮影を決行!こっそり媚薬を飲ませ強制発情!! 可愛すぎる現役保母さんAVデビュー石田みずき先生（8月14日、ナンパHEAVEN）※「石田みずき」名義
- ショタ様SEX法案合法化（8月20日、ROCKET）
- 素人女性ダマシ企画!飲料水の試供品モニターと称してゴクゴク水を飲ませて手マン・電マでイカセ潮吹きタイム!! 親友同士がマン潮浴びせあえたら賞金GET!!（8月28日、UMANAMI）
- エロ行為一切禁止のメイドリフレで悪戯! 隣に客がいるにも関わらず、声を押し殺し本気でイキまくるどスケベ淫乱メイド（8月28日、SCOOP）
- 駐車場生着替え盗撮 水着に着替える素人娘を品定めして…ゴリ押し!生中出し!!援●交際!!!（9月11日、S級素人）
- 可愛すぎて性格良し。 エッチなバイトちゃん見つけちゃいました!パチンコ屋 店員さん みずきちゃん(仮名)（9月19日、ONEZ）
- 服屋の店員の胸チラに発情しちゃった俺（9月24日、AKNR）
- 働く尻肉女 肉感的な理想のフォルムで芳醇な香りを醸し出す美尻の尻コキ（9月25日、REAL）
- 巷で密かに話題になっている赤丸急上昇中の男性向け出張ホットヨガを頼んだらまさかの巨乳女!!汗染みで浮き出る乳首をわざとらしく見せつけてくるオンナのヤレルサインを見逃すな!!（9月25日、SCOOP）
- 都内W大学に通う高学歴女子学生に「バイトしませんか?」と声をかけ勃起チ○コをセンズリしながらセクハラ連発したら果たしてヤレるのか!?生中出しまで出来るのか?（9月25日、SCOOP）
- 素人男性さんに都内某所AVメーカーのヤリ部屋お貸しします!!貴方の可愛い知り合いのSEX撮影出来たら…性交(?)報酬10万円!! Vol.2（9月25日、SCOOP）
- 男のM性感開発専門エステ（9月25日、MEGAMI）
- 男がメスイキに依存するまで導く最高のレイプ魔（10月7日、M男パラダイス）
- 極嬢パンスト泡姫中出しソープDX（10月9日、BAZOOKA）
- 現役OLの高収入裏バイト 〜生ハメSEXで狂う清楚OL〜（10月9日、S級素人）
- 女を変えるこの快楽…ッ!!1ヶ月間禁欲した女に、「ポルチオイキ」「媚薬オイルマッサージ」「催眠洗脳」で本気イカセ。10回射精しても終わらないエクスタシー Vol.2（10月13日、HERO）
- 妊娠なんかしないよ!!（10月18日、KIプランニング）※「奥野絢子」名義
- パパが娘のエッチを盗み撮り 〜自分の娘がこんなイヤらしいエッチをするなんて!〜（10月23日、TMA）
- 生挿入生汁中出し願望の一般素人 3（10月23日、S級素人）
- バレたら罰金100万円!!」都内デリヘル完全攻略!!海外から仕入れてきた怪しいギン勃ち間違い無しの勃起薬を飲んで2回戦でも勃起見せつけたら生中出しは可能なのか徹底検証!!（10月23日、SCOOP）
- 超敏感!!妄想大好きレディコミ愛読者を公募で集めて電マ責め我慢出来たら10万円、ダメなら即SEX!! 怒濤の20人スペシャル!!（10月23日、S級素人）
- 汗臭運動娘（10月25日、豊彦）※「藤田涼花」名義
- パイパンロリ美少女のエッチな日常（11月1日、S-Cute）
- イケメンの友達がほろ酔い状態の女の子を僕の部屋に連れて来た!女に無縁の僕にはそれだけで大興奮なのに超過激でHな王様ゲームが始まっちゃって… 3（11月7日、お夜食カンパニー）
- 手コキ&性交クリニック 入浴射精介助スペシャルオール20発射!!（11月12日、SODクリエイト）
- 女子高生のスカート丈は膝上何センチまで大丈夫なのか?と言いつつパンツ見ちゃいました。ノリがいいからエッチなお願いもノリノリでOK?（11月12日、SWITCH）
- 上京して即中出し援●する地方出身女子校生（11月13日、S級素人）
- 都内某所に超優良過激サービスでまさかの生本番までできるガールズバーがあるとの噂が!!そんな奇跡の店が存在するのか徹底調査!!（11月13日、SCOOP）
- 「腋ばっかり撮らないで…」「アナルだけなんて恥ずかしい」エロ一切禁止、素人フェチ作品撮影中に媚薬を飲ませて強制発情!!羞恥×淫乱効果で女から本番を求める検証映像!!（11月27日、SCOOP）
- 無職、しかも45歳のオヤジである私が格安の家賃に釣られ入居したシェアハウスは若い娘だらけ！未だ独身でしがないおじさんの私は、職を失ってしまい少しでも節約する為に家賃の安いシェアハウスに入居。するとそこは若い女の子たちしか住んでおらず、しかもヤリマンしかいないシェアハウスだった!簡単にヤらせてもらえるかと少し期待をしてみたが、そんなうまい話はなく現実は厳しい…。しかしそんある時、私の勃起したチ○コを女の子たちに見られ、しかもデカチンだから興味を持ってしまったようで、その日から私の性生活は一変し毎日毎日チ○コを求められて大変です!（12月10日、Hunter）
- 生中出し若妻ナンパ! 13（12月11日、S級素人）
- クリ電マと生チ○ポで悶絶失禁! ガクガク痙攣!敏感なボディ 中出し交尾のド変態ドスケベギャル パイパン×デカ淫尻×ギャルビッチ21歳（12月15日、ヌキ族）
- 美少女即ハメ白書 43（12月19日、ソクハメラボ）
- 夜勤中に居眠りしている看護師を夜這いしちゃった俺 3（12月24日、AKNR）
- 夫婦対抗野球拳! 2 人妻がじゃんけんに負けて夫の目の前ですっぽんぽん! 罰ゲームで他所ん家の旦那さんとSEXしちゃいましたスペシャル（12月24日、SWITCH）
- 暴虐女子大生 M男破壊（12月30日、Vamp Freyja）

- 「わたしドMなんですぅ」という、ドヤ顔した自称M女たちを激しい交尾でイカせまくる!（1月1日、リコピン）
- 僕の家庭教師は超スケベなパンチラ先生! ベッドに寝っ転がりながら漫画を読んで勉強を教える気ゼロだけど毎回パンチラ全開だから許す! しかも問題を解くともらえるHなご褒美のおかげで成績は急上昇!（1月7日、ゴールデンタイム）
- AKNR10周年記念作品 水泳部の合宿に行ったら男は僕一人ぼっちだった…。（1月8日、AKNR）
- 【痴漢撃退法】の講習に参加した敏感娘は想定外の本気の痴漢に思わず感じてしまい、欲求を抑えられずに自らお尻を擦り付けるほど発情!（1月8日、アパッチ）
- 絶対妊娠なんかしないよ!!（1月16日、KIプランニング）※「奥野絢子」名義
- ドスケベジャンキーに媚薬を飲ませ理性ぶっとび! ごっくん!潮吹き!失禁!体液べちょべちょ! アヘ顔で妊娠おねだりドロドロセックス!（1月19日、チキチキパーク）
- 憧れの女子社員寮住み込み管理人に雇われた。俺を男として意識しない女子達に平気でパンチラ胸チラ見せつけられて、エエ歳こいてフル勃起。そんな俺のチ○ポに興味津々で「まだヤレルやん、おっちゃんマ○コ濡らして待ってんで!」（1月21日、SWITCH）
- 黒ギャルとオジサン 同棲生活（1月21日、AKNR）
- みんな乳首スケスケでマン肉はみ出てるよ!親戚の叔母さんと従姉妹が遊びに来て、刺激過ぎるランジェリー姿でくつろぐもんだから勃起しまくりです。おばさんで興奮しちゃったのカワイイ、と襲われ、エロカワ従姉妹にも責められる僕でした。（1月21日、SWITCH）
- あ〜やらしい! 54 エロエロ接吻大好き精飲女（1月22日、S.P.C）
- 地元の同窓会で人妻になった同級生達とすごーくHな王様ゲームをしたら、憧れのあの子のおっぱいとパンティが見放題になって、さらにヤリまくり!! 2（1月22日、SCOOP）
- 素人娘の初中出しSEXが流出拡散!!（1月22日、俺の素人）
- 妊娠レンタル彼女（1月25日、豊彦）※「藤田涼花」名義
- 「ダメだよお兄ちゃん!挿っちゃいそうだよ!」 全く女性に縁がなかったボクに人生の転機が!父親が再婚して突然、女子校生の妹ができた!! しかも超カワイクてしかもしかも巨乳!何と言っても一番いいのが気が弱くて何でも言う事を聞いてくれちゃいそうなところ。(※用も無いのに妹の部屋に行ってボディタッチ多めのセクハラで確認済)初めは妹と思って何とか思いとどまっていたのですがあまりにも無防備巨乳全開だからいよいよ我慢できなくなり妹の性格につけこんで「ヤラせて」とお願いしたら断り切れない妹は「擦り付けるだけなら…」という約束で素股させてくれました!擦り付けている内に妹の股間が濡れ出しヌルヌル状態!当然、ボクも気持ちよくなってきて腰を動かしていたら「ダメダメ!挿っちゃうから!」という妹!でも無視して動いていたらズボっと挿ってしまい嫌がるかと思ったら予想以上に大きい僕のメガチンでイキまくり!で腰振りまくり!!（2月6日、Hunter）
- マンションの一室にある素股専門の風俗店で出てきたのは同じ団地の美人若妻 顔見知りの私に気マズそうに「チェンジしますよね?」と言う若妻を無視してサービスをさせると普段は絶対に見ることのできない顔見知りの若妻のカラダと恥ずかしがりながらも一生懸命にやってくれる素股の腰使いに思わず私のデカチンはフル勃起! 私のデカチンに若妻も興奮したのか?それとも口止めのつもりか?素股中に濡れたアソコにヌルっと生挿入! 本番禁止も無視して何も言わず腰を振る若妻さんに興奮しまくって、恥ずかしいくらいにドクドクと発射してしまいました。（2月6日、アパッチ）
- Teen's ガチナンパ 【名古屋】の10代少女（2月7日、桃太郎映像出版）
- 「一生のお願い!処女の私を助けると思ってセックスしているところ見せて!」 いわゆる箱入り娘なせいで、いい年なのにいまだに処女な私。しかしHには人一倍興味津々!身近にいる『ヤリマン女子』からあまりにも生々しいHな話を聞いている内にガマンできなくなり勢いで「Hを見せて」と無理を言ってお願いしてみたら…。初めて生で見るHは想像以上にとてもいやらしくて見ている内に私もガマンできなくなり…。（2月18日、Hunter）
- 超かわいいクラスメイトのボディタッチに次ぐボディタッチ! 勃起を誘発する罪深きお節介! いつも一人ぼっちで、全く存在感のないボクは周りからほとんどシカト状態。いやいや違うから! ぼっちで結構!孤独を愛してるんです。それなのに良かれと思ってか、クラスのムードメーカー的な女の子がやたらとちょっかいを掛けてきたりするんですよ、話しかけてくるくらいならまだしも、時にはヘッドロックや、ひどい時には馬乗りになってきたり…。マジやめてくれという言葉とは裏腹に、ガチガチに勃起するボクのチ○コ。慌てて隠すと、どこまでもお節介な彼女はボクの勃起チ○コを優しく握りしめて、そんなに一人が好きなら自分でする?と照れながら聞いてきたので、当然首を横に振りました。（2月18日、Hunter）
- 待ちに待った給料日! さあ風俗行くために全額下ろすぞ!とATMにかけ込んだら、ソソる格好のミニスカお姉さんが何やら手こずっている。「何モタモタしてんだよ！オカズにするぞ！」と気の弱い僕は言えるわけも無くイライラしながら待っていたら、「返済しなきゃいけないのに給料が振り込まれていないの、すぐ返すからちょっと貸してくれない?」と意味の分からない要求。当然ボクの答えはきっぱり「ノー」…と言えるはずも無くビクビクしながらお金を渡すことに。無事振り込めた御様子のお姉さんは「じゃあ返すからこっち来て」とボクの手を引っ張り非常階段へ。「どうせ風俗でも行こうと思ってたんでしょ?」有無を言わさず僕のチ○ポを手コキし始めた。結局お金は返してもらえなかったけど、セックスまでさせてもらったので結果オーライです!（2月18日、SOSORU×GARCON）
- 酔ってエッチな気分の先輩女子社員と悪ノリ王様ゲーム!! 参加男子は僕一人楽しすぎて腰が砕けるほどやられました。（2月18日、SWITCH）
- ほろ酔いなまなかだし10連発SEX プライベート流出!? 撮影終了後に飲みに行って酔わせてお持ち帰り!そのままドッキリ大乱交編（2月19日、ONEZ）
- キメセクに敗けたスポ魂少女 〜Hとか全く興味なかったのに、悪魔の媚薬漬けイキ狂いにされて、喜んでデブ監督とかに妊婦にさせられるまで〜（2月19日、ジェントルマン）※「みずき」名義
- JK 連続射精サテンエステ（3月5日、フリーダム）
- フリーダム センズリ射精オーディション 2016（3月5日、フリーダム）
- 媚薬エビ反り痴漢バス 満員バスで身動きの取れないウブ女子を媚薬痴漢で失禁絶頂させエビ反りするほど発狂させろ!（3月17日、アパッチ）
- うちの真面目な妹達が親戚のギャルに感化されよったから子作り（4月1日、ZUKKON/BAKKON）
- ニオイを感じる足裏 2（5月5日、フリーダム）
- ビンビン! 寸止め生活 早川瑞希（5月5日、グローリークエスト）
- 7人の性処理専用ドM女（6月17日、クリスタル映像）
- 全裸! 淫語! 変態! とにかく明るい女子アナ（7月7日、ROCKET）

- セクシー女優の赤裸々女子会 プライベートからセクシー業界まで、彼女達のありのままの思いを全て話しますSpecial!（2月16日、アキノリ）

- 接吻交情委員会3 感度MAXのお姉さん連続イキ 早川瑞希（1月25日、アキノリ）
- 神パンスト 早川瑞希 人妻や母、働く制服OL等やらしい熟女の美脚を包んだ生ナマしいパンストを完全着衣でムレた足裏からつま先を味わい尽くす!オナニーや顔騎や足コキ、時には中出し時にはお尻にコスってぶっかけとやりたい放題!発情させられた女の変態調教絶頂プレイを楽しむフェチAV（7月26日、親父の個撮）
- ビキニが食い込むムチムチ女子たちに生中出し。（10月11日、Mr.michiru）

- 濡れてテカってピッタリ密着 神競泳水着 早川瑞希 美少女から人妻まで可愛い女子の競泳水着をじっとりと堪能!着替え盗撮から始まり貧乳から巨乳にパイパン、ハミ毛、ジョリワキ等のフェチ接写やローションソーププレイや競泳水着ぶっかけに生中出し等を完全着衣で楽しむAV（6月6日、親父の個撮）
- 髪射 はっしゃ 早川瑞希（8月8日、RADIX）

#### 若宮はずき 名義
- 自粛明け（2020年6月撮影）の禁欲スケベ巨乳お姉さんと絶倫素人男性の性欲爆発∞生中出し 若宮はずき（8月13日、E-BODY）
- 美人すぎるナースがオナニーできない僕を不憫に思ったのか「内緒ですよ…」とこっそり騎乗位で中出しまで… でも満足し足りなかったのかそのまま今度は激しい腰振り杭打ちピストンで上書き中出し!!（9月4日、DOC）
- ハネムーン逆NTR エロい身体のマッサージ嬢に新妻にバレるスレスレで何度も中出しさせられた新婚旅行先ホテルの初夜 若宮はずき（9月13日、E-BODY）
- ワケアリ期間限定AV出演腹斜筋がシコい女子。Debut 麻倉なな（9月13日、ダスッ!）※麻倉なな名義
- 社長の息子のHな社会科見学 5 愛花みちる 若宮はずき 葉月りの（9月17日、グローリークエスト）
- 戸締りもせずノーブラで出歩く1人暮らしの女子大生に後ろからチ○ポねじ込み痙攣イキ堕ちさせ、何度も中出し!（9月18日、DOC）
- 僕のミスで残業→終電逃し宅飲み説教→逆セクハラ中出し! 反り腰W女上司が朝まで交互に挟み撃ち騎乗位! 金玉カラカラ14発ザーメン絞られた夜。 蓮実クレア 若宮はずき（10月13日、E-BODY）
- 深夜のマンションエレベーター 無防備すぎるゴミ捨てノーブラ部屋着の巨乳お姉さんと二人っきり! 気まずい空気の中でエレベーターが緊急停止! 汗で強調された乳首ポチに暴発寸前! 若宮はずき / 浜崎真緒 / 三原ほのか / 笹倉杏（10月13日、MOODYZ）
- セレビッチ! 誘惑の完全着衣 若宮はずき 新村あかり（10月25日、AVS collector’s）
- チャレンジ! タイマー電マ はずき・さや・めぐ（11月1日、大洋図書）
- 監禁! 拷問! 調教! 絶叫! 絶頂! 強制絶頂絶叫拷問調教 無惨エリート麻薬捜査官 淫覚憑依する鍛え抜かれた肉体 若宮はずき（11月25日、AVS collector’s）

- 密着大好きお姉さんが耳元で淫語を囁きながらず～っと乳首を責めてきます…。 若宮はずき（1月1日、ワープエンタテインメント）
- 緊縛調教妻 借金で義父を頼った駆け落ち夫婦。 苦渋の決断を迫られた妻が堕ちた縄快楽… 若宮はずき（1月13日、グローバルメディアアネックス）
- 汗だく女上司の発情ハァハァ淫語で朝まで、何度も、中出しさせられた僕 若宮はずき（1月25日、痴女ヘブン）
- 息子の嫁とのセックス記録 あの優しかった義父が鬼畜となった日 若宮はずき（2月1日、プラネットプラス/七狗留）
- 出張エステ。若妻を焦らす性感レズビアン ～性欲の溜まったエロい身体をじっくりと堪能するエステティシャン～ 若宮はずき 倉多まお（2月7日、ビビアン）
- 淫語で犯す自画撮り着衣痴女 永野つかさ 若宮はずき（2月13日、ミル）
- THEドキュメント 本能丸出しでする絶頂SEX 絶叫快楽トリップ狂い美BODY完墜パニックアクメ 若宮はずき（2月19日、美人魔女/エマニエル）
- スチュワーデスin...（脅迫スイートルーム） 若宮はずき（2月27日、ドリームチケット）
- 神熱AV女優を1日貸切ひたすら本能の中出し交尾。 ACT.05 最旬AV女優×完璧BODY×生ハメ 若宮はずき（3月5日、プレステージ）
- 媚薬BDSM 強力媚薬とぶっかけで快楽地獄の虜 若宮はずき（3月25日、AVS collector’s）
- 完全支配 若宮はずき（4月1日、KSB企画/エマニエル）
- 仕事帰りの性欲を持て余したお姉さんが奥までビショ濡れイキ狂い 若宮はずき（4月2日、ワープエンタテインメント）
- BeAST-狂辱の麻薬捜査官- Case-005:室町さやかの場合 哀しき復讐の女を嬲り尽くす残酷の獣たち 若宮はずき（4月25日、Baby Entertainment）
- 絶頂輪廻の高層椅子 何があっても絶対に逃れられない残酷な場所（5月19日、Baby Entertainment）
- 妄想アイテム究極進化シリーズ 感覚共有オナホール 若宮はずき 有村のぞみ（5月20日、ROCKET）
- プライベートおっパブ お店が突然の休業 お金に困った嬢から2人で会いたいと連絡が… 店に内緒でおっぱい揉んで中出しセックス 若宮はずき（6月10日、Mr.michiru）
- ささやき淫語で男性を確実に昇天させる絶品中出しチャイナエステ 4（6月13日、BAZOOKA）
- ヒロイン VS 攻撃吸収進化怪人 マーシャルピンク VS 最強怪人エボルギア 若宮はずき（6月25日、GIGA）
- 人妻レイプ フードデリバリー配達員が高飛車女を犯す!・ タワマン強盗輪姦凌辱事件!・悪質クレーマーが出前バイトの人妻を強姦! 若宮はずき / 水森めぐ / 本庄ありさ（6月25日、グローバルメディアエンタテインメント）
- ビッグマウス 丸呑み痴女 若宮はずき（7月8日、RADIX）
- 「初めての相手が私でいいならエッチしましょ」父が再婚した義母は若くて超美人!童貞の僕は毎日気になって仕方ない!ある日義母の下着をオカズにオナニーしていたのがバレたけど怒るどころか優しく筆おろししてくれました!（7月22日、アイエナジー）
- 常に乳首をイジイジレロレロしてくれるデリヘル嬢 はずきさん(27) 若宮はずき（7月22日、Mr.michiru）
- 狂おしい程、巨乳でビッチなお姉さんに溺れる変態着衣セックス 若宮はずき（8月1日、滝山ポリエステル）
- トラバーユ! ちくび姫誕生 M女だった私がちくび責め専門フードルに転身した場合。 若宮はずき（8月19日、ドグマ）
- 帰省中、ずっと片思いしていた中学の先輩と9年ぶりに再会して恋に落ちた3日間 若宮はずき（9月3日、h.m.p）
- 俺専用パンチラドール はずき 若宮はずき（9月9日、フェチ眼）
- 優しい若妻限定ナンパ 早漏に悩む男子のお悩み相談!「え?すぐ発射しても勃ったままなら良くない?」散々発射を我慢して焦らされた後、最高に気持ち良い中出しさせてくれました!	（9月9日、アイエナジー）
- 溺愛ママに調教された巨乳家庭教師 ～唾液まみれのお仕置き指導レズビアン～ 美園和花 若宮はずき 皆月ひかる（9月14日、ビビアン）
- 淫乱妻の激イキファック 若宮はずき（9月16日、センタービレッジ/極）
- 美巨乳小悪魔彼女に何時でも何処でも僕はアナルを犯され続けたい。 若宮はずき（9月21日、MEGAMI）
- M男界隈で噂のアナル責め好き痴女のいるヤミツキ極楽ピンサロ 若宮はずき（10月19日、M男パラダイス）
- アナルのシワの数までハッキリわかる!ノーモザイク連続絶頂アナル見せオナニー5（10月21日、アイエナジー）
- 「もう一回出そうよ(ハート)」 何度もヌキたがる射精粘着の女子社員（10月21日、アキノリ）
- 淫魔王超絶技巧 ミス・マーシャル編 若宮はずき（10月22日、GIGA）
- 全裸メンズエステ 神楽坂店（10月26日、SEX Agent）
- 痴女お姉さんのむちむち黒パンスト狭射＃3（11月2日、MEGAMI）
- HYPER FETISH ハイレグいやらしクィーン 若宮はずき（11月9日、デジタルアーク）
- 人妻愛人願望 若宮はずき（11月9日、バルタン）
- 巨乳温泉コンパニオン1泊2日おもてなしナマ性交 推川ゆうり 美園和花 若宮はずき（11月9日、million）
- W巨乳奴隷 若宮穂乃 若宮はずき（11月16日、グローリークエスト）
- 黒人巨大マラ 犯された日本人美女 冷めきった夫婦関係、ギャンブル借金に溺れる妻。追い詰められ騙され犯され堕ちた凌辱4P輪姦 若宮はずき（11月23日、グローバルメディアエンタテインメント）
- 会社の元気で爆乳の先輩がイヤらしすぎるから催眠姦した話。 若宮はずき（12月21日、バルタン）
- 聖水ギャル痴女ハーレム 囲まれ挟まれエロ汁かけられ何度も射精させられる! AIKA 浜崎真緒 若宮はずき（12月28日、痴女ヘブン）

- 黒ギャルビッチ携帯ショップへようこそ! 若宮はずき 氷堂りりあ 一色彩葉（1月13日、ROCKET）
- 激ピストン限定即ハメ筋トレジム 〜痙攣するまでイカされ体内から美しいカラダを作る〜今井夏帆  辻井ほのか  若宮はずき（1月13日、SODクリエイト）
- たった7時間2人っきりにしてみたら… 結果、10発セックスしてました。 若宮はずき（2月4日、ドリームチケット）
- 生意気だから犯したい。3 弟の嫁 若宮はずき（2月22日、ながえSTYLE）
- 【奇跡的なスケベ話】オレの住むマンションの一室に有名なAV女優だけが在籍する闇風俗がある!? そこでは超絶エロテクニックで男性客をイカせまくる極楽空間が広がっていた!!（3月8日、SCOOP）
- ウーマナイザーオナニー 2（3月15日、グローリークエスト）
- 淫語で犯す自画撮り着衣痴女 アメイジング（3月22日、ミル）
- 人気女子ジムトレーナーが客の俺を出禁にするなんて許せない! 洗脳エステで俺の思い通りにしてやる! ちゃんよた（3月24日、SODクリエイト）※若宮はずきは、一部コーナーで助演。
- 早熟な肉妻の匂い 若宮はずき（4月1日、NON）
- セクシーガールズバー 痴女ハーレム接客 Hなお姉さん達に密着挟まれ中出しさせられる AIKA 浜崎真緒 推川ゆうり 若宮はずき（4月5日、痴女ヘブン）
- レズビアンに囚われた女潜入捜査官 ～謎の違法’ママ活’運営組織に単独潜入編～（4月12日、ビビアン）
- 社員を誘惑する乳首ビンビンデカ尻美人秘書はやっぱり淫乱なドスケベ痴女 若宮はずき（4月26日、WEEKENDER）
- 着衣痴女密室スイートルーム アメイジング（4月19日、ミル）
- ドマゾ女のメス犬調教（4月26日、SEX Agent）
- 聖水風俗ストリート 高身長トリオの最高コンビネーションでビチャビチャにぶっかけられる大放出SPECIAL 木下ひまり 森日向子 若宮はずき（5月10日、million）
- 一流のごっくんとぶっかけを好きなだけ。品格漂う美容部員たちが‘ありのままの射精’を愛してくれるPOSITIVE SAMEN FESTIVAL 2022 彩川ゆめ 若宮はずき 涼花くるみ 富井美帆（5月17日、ディープス）
- ハイレグスイートルーム アメイジング Vol2（5月17日、ミル）
- 新・麗しの熟女湯屋 濃厚ねっとり高級ソープ 若宮はずき（5月24日、グローバルメディアエンタテインメント）
- ちんぐりオイルエステ 丁寧語の責めヌキ手コキで完全昇天（5月24日、SEX Agent）
- 限界まで焦らし挑発した後に、腰がぶっ壊れるまで激ピス中出しさせる痴女 若宮はずき（6月14日、バルタン）
- 着衣オイルパイズリ パッツパツのトッロトロになった乳肉圧で幸福射精（6月28日、SEX Agent）
- 爆乳おしゃぶりごっくん逆ナンパワゴン 若宮はずき 美園和花（6月28日、Million）
- 素人いじめられたい女子 8 中田氏の生中出し ジムインストラクター 若宮はずき（7月7日、プラム）
- 「おばさんが何回でも勃たせてあげる!!」 素人熟女妻たちによる童貞筆下ろし19 ALL2連続生中出し 3組完全収録!（7月12日、MADAM MANIAC）
- 夫婦で挑戦! 若宮はずきの凄テクで夫が2回イカされたら妻が寝取られナマ中出しSEX!（7月19日、はじめ企画）
- 淫語で逆ナンパするW巨乳肉感痴女の圧迫男喰い 新村あかり 若宮はずき（9月6日、Fitch）
- SNSで出会った裏垢ママ活少女に媚薬を盛ってタダマン堕ち。朝までずっと快楽漬けの連続絶頂キメセクレズビアン。花芽ありす 若宮はずき（9月13日、ビビアン）
- 俺のいいなり素敵なヤリマン子ちゃん! はずき (28歳)（9月13日、ティーチャー）
- 生意気なオトコは…絶対に許すな。みっともなく拘束し、カラ欠になるまで徹底的に痴女る もんの凄いギアチェンジ騎乗位（9月13日、BAZOOKA）
- hypno-document 催眠コンパニオン 若宮はずき（9月27日、ヒプノシスRASH）
- テレワークのために初めて行ったシェアオフィスで・・・ 性欲を持て余した働く女性達に入れ替わり立ち代わりで精子を搾り取られてしまった1日。（10月20日、SODクリエイト）
- 早漏М男クンがスーパーポジティブAV女優3名に悩みを打ち明けたら…とにかく全肯定されっぱなしで結果ヌカれすぎちゃった4名様合計15発　枢木あおい  若宮はずき  佐藤ののか（12月8日、SODクリエイト）

- 都会の絶倫ギャル集団に押しかけられ、そのまま住み着かれてしまった農村デカマラM男の中出し子作り生活。（1月26日、SODクリエイト）

- お母さんの玩具になった僕 爆乳美義母の狂乱ファック（10月1日、ルビー）
- 『 初めまして…チ●ポ挿れますね』お泊り会でウチに来た姉の友達は巨乳なヤリマンビッチばかり!? しかも全員『 お触り』『挿入』『中出し』がいつでも誰でも自由なウェルカムドスケベお姉さん達だった!! （10月1日、プラネットプラス）共演：有岡みう、有栖かなう、愛瀬ゆうり、如月りいさ
- はだかの家政婦 全裸家政婦紹介所（10月20日、プラネットプラス）
- 止まらない発情腰ふり!! もの凄いディルドオナニー（10月22日、うさぎ/妄想族）
- ハーレムでヘブン状態!! 視線が気持ち良すぎるセンズリ見せつけ倶楽部（1）（11月1日、OFFICE K’S）他出演：愛瀬ゆうり、如月りいさ、岬さくら、一条みお、冬愛ことね、皆月ひかる、優梨まいな、桐香ゆうり、佐藤ののか、花音うらら、有加里ののか
- 生意気キャバ嬢に媚薬盛ってストレス発散報復レ●プ（11月1日、OFFICE K’S）他出演：藤咲紫、峰田ななみ、桐香ゆうり
- シロウト観察 モニタリング 精巣全部しゃぶり尽くす! 実在サキュバスはずき姉のドッキリ素人いただき祭り DVD販売店編 ＆ 個室ビデオ店編（11月5日、桃太郎映像出版）
- 「あなた、ごめんなさい…。」妊娠危険日にムリヤリ義息子に種付け中出しされています…（11月8日、人妻花園劇場）
- 隣の美人妻 泥酔し部屋を間違え「ただいま～!」（12月20日、プラネットプラス）

- 妻の大親友がナイトプールで逆NTR『脱いだらモデル級のビキニ姿に興奮して勃起しているのがバレて…笑顔の誘惑に我慢できず何度も浮気中出ししちゃいました。』（1月23日、DAHLIA）※ 助演作品（主演：美乃すずめ）
- 真・時間が止まる腕時計 家族全員まとめてSTOP ALL近親相姦SP3（7月10日、ROCKET）

### VR

#### 早川瑞希 名義
- やたら可愛いうちの姉はやたらチ○ポに甘い 早川瑞希（11月10日、CASANOVA）

- 姉ちゃんのおせっかいチ○ポ奉仕 早川瑞希（1月13日、CASANOVA）
- 放課後の教室を覗いていたら3人のJKに見つかっておま●こをじっくり見せつけられた 早川瑞希 宮崎あや 南梨央奈（5月12日、KMPVR）
- 可愛すぎるマネージャー瑞希ちゃんと2人きりの部室で世界が果てるまで生中出しSEXしたい 早川瑞希（5月12日、KMPVR）
- た～っぷりベロチューしながら制服でたっくさんHしちゃお 早川瑞希（7月28日、KMPVR）
- ハチャメチャOL総務部4課 蓮実クレア 松本メイ 早川瑞希（10月13日、アロマ企画）

- ラブラブいちゃいちゃちゅっちゅちゅ中出しSEX 早川瑞希（6月19日、AVVR）
- ご奉仕メイドぬるぬるローション中出しSEX 森川アンナ 早川瑞希（7月13日、AVVR）
- 遊び人の友達に連れられて超過激セクシーランパブを超絶体験VR 星奈あい 早川瑞希 星咲伶美（8月2日、MILU VR）
- エロ上司からのご褒美中出しSEX 早川瑞希 森川アンナ（8月17日、AVVR）
- ヤレる!! 出張人妻回春マッサージ逆3P 森川アンナ 早川瑞希（9月21日、AVVR）
- 友達の彼氏をNTR!! けど我慢できなくて見せつけ中出しSEX 森川アンナ 早川瑞希（9月21日、AVVR）
- 【裏オプ】Wサービス! 本番の出来る裏ピンサロを超絶体験VR 早川瑞希 星咲伶美（10月1日、MILU VR）
- 制服痴女の挑発パンチラ誘惑VR 星奈あい 早川瑞希 星咲伶美（10月24日、MILU VR）
- buz流風俗3本勝負! イチャラブソープ&娘の友達来ちゃったデルヘル&激カワピンサロ嬢に中出し3本番!（11月30日、VR buz）
- 個人撮影会で、まさかの神展開。極上RQをW生姦ハメ比べ完全着衣中出しFUCK! ～超絶フェチアングルのカメコVR 白金れい奈 早川瑞希（12月20日、MILU VR）※「VR-1グランプリ 2018」エントリー作品。

- 部活帰りのデカ尻妹がブルマ穿いたまま制服で帰宅! ブルマチラで挑発されフル勃起止まらない僕にベロキス/耳舐め/素股/尻コキ/濃厚フェラ! ブルマ越しに濡れるマ○コにチ○ポ挿入すると敏感過ぎて身震いしながら連続絶頂! 早川瑞希（3月1日、V&R PRODUCE）
- 「ねぇ… 私のこと好き?」 ほろ酔い状態の女上司が卑猥な唇でベロキス/耳舐め/唾液責め/濃厚フェラ/精子ごっくん! 全身隅々まで体液舐め上げ密着生挿入! 僕に抱きつきながら自ら腰を振り中出しを求めた! 早川瑞希（3月8日、V&R PRODUCE）
- 職場不倫 ～上司と私は二人きり～ 早川瑞希（9月3日、ながえSTYLE）
- 究極の射精へと導く超高級人妻サロン 濃厚密着Wパイパンオイルマッサージ 早川瑞希 桃井杏南（9月26日、KMPVR）
- 落ち込むボクをバニー姿で優しく励ましてくれる隣の美人なパイパン未亡人 早川瑞希（10月18日、KMPVR）
- 夫は知らない 妻の不倫 ～不倫相手と入浴～ 早川瑞希（11月2日、ながえSTYLE）

- アナル舐めVR 目線はカメラ! お口はアナル! ケツに顔をうずめてペロペロ! 時にはジュルジュル! 肛門に舌をねじ込んでみたり! 徹底的にアナルを舐めてくれるVR（3月18日、ROOKIE）
- 至近距離でイヤらしい淫語を言ってじゅるじゅる音をたてながらスケベにフェラチオしてくれるVR（4月8日、ROOKIE）

- 美脚パンストマニア OL編（8月27日、OFFICE K’S）

#### 若宮はずき 名義
- 清拭時に勃起してしまう僕を軽蔑しながら射精執行するドS搾精ナースVR 若宮はずき（10月26日、SODクリエイト）
- E-BODY完全プロデュース 【美顔淫語・乳首責め手コキ・ちんぐり返しアナル舐め・馬乗り極上ボディ】 痴女の天才によるM性感フェチ責めVR 若宮はずき（10月30日、E-BODY）
- 【ぬるん】【とろん】【ぱちゃぱちゃ】ぬるテカおっぱいVR 美乳・巨乳・爆乳の8名勢ぞろいのおっぱいを見てストレスフリー!（11月9日、SODクリエイト）

- 大きな胸を顔に押しつけてくる歯科衛生士のデカ乳をねっとり鷲掴みしたら吐息を漏らし感じまくった 若宮はずき（1月5日、RADICAL-KMPVR-）
- 高画質でランジェリー。 セクシーなお姉さんに拘束されっぱなし痴女られまくりSPECIAL VR!! 密室ラブホで天井特化で犯され続けて男潮吹き! 金玉カラカラになるまで中出し強要されたM男体験!! 若宮はずき（1月13日、ワンズファクトリー）
- 酒池肉林! 淫乱絶倫! ヤリマンサークルOBが集まる悪ノリ! ゲスノリ! ドスケベ同窓会 なぜか母ちゃんの代わりに同窓会に行くことになったんだが… 助けてくれッ! 晶エリー 羽生ありさ 八乃つばさ 若宮はずき（4月1日、ワンズファクトリー）
- 早漏男子をた～くさんイカせたいっ! 何度も射精させることに幸せを感じるとろ～り極甘ヤりすぎデリヘル 若宮はずき（4月26日、KMPVR）
- その夜、レイプされた妻が事実の上書きをする様に僕を激しく求めてきた 若宮はずき（5月15日、KMPVR）
- 若宮はずきの騎乗位特化アングルSPECIAL VR!! フェロモンムンムン尻! アナル! 顔! ヨダレ! ド迫力あお向けアングルで最高の射精体験!!（5月17日、ワンズファクトリー）
- スケベ大好きむっちり痴女! ぶち込みまくりの濃密性交! 若宮はずき（5月27日、肉きゅんパラダイス）
- ヨガり顔を近距離視姦! 吐息に悶える! 地面特化イカセVR（7月15日、KMPVR）
- 粘膜で窒息させるほどぐちょぐちょ舐め狂う痴女M性感 若宮はずき（7月27日、KMPVR）
- あなたのナマ女体をじっくり観察させてください。（8月13日、KMPVR）
- 【KMPVR5周年メモリアル作品】男は1人だけ!? 肉食巨乳ヤリマンJD5人にメチャクチャ抜かれまくるヤリサー温泉旅行 高瀬りな 新村あかり 浜崎真緒 百永さりな 若宮はずき（10月29日、KMPVR-彩-）
- 性欲モンスター化したWパイパン巨乳お姉さんのめちゃくちゃ窮屈なま○こに意識ぶっ飛ぶくらい連続性交 新村あかり 若宮はずき（11月23日、KMPVR）
- 【HQ高画質】業界初主観離脱VR欲求不満女が謎の媚薬で幽体離脱! 花魁憑依 若宮はずき（12月24日、VRMAX）
- 【時間無制限! 発射無制限!】指名＆リピート率No.1【伝説の神ボディ美巨乳】泡姫が凄テクでお客様を完全ご奉仕! 【口内・手コキ・中出し3発】子作り孕ませ【ゴムNG超高級中出しソープ】 若宮はずき（12月27日、こあらVR）

- こんなに気持ちイイなんて!! 女体化乳首イキ体験VR（1月8日、KMPVR）
- トロけ顔に超接近!! 美女の涎まみれ絶頂観察VR（1月17日、KMPVR）
- 【悪徳マッサージ】初回無料にダマされてやってきた肉感完璧グラマラス美女に日本未承認【超強力媚薬】を使うと早漏イクイク体質に覚醒!!【潮吹き! エビ反りアクメ! 痙攣絶頂!】 愛液ダダ漏れ敏感ボディに【挟射・顔射・中出し】キメパコSEX 若宮はずき（1月28日、こあらVR）
- リアル悪徳エステ体験! 一般客に媚薬を飲ませ高級オイルマッサージで感度覚醒! コリをほぐすだけとグチョグチョに興奮したマ●コを刺激して痙攣するまで生中出し! 8 若宮はずき（2月26日、SCOOP VR）
- 乳圧迫チ●ポ破裂オイル性感 ナマ本番 秘密倶楽部 若宮はずき（3月15日、KMPVR-bibi-）
- 暴発確実の口マ○コオナホール 涎まみれのグチュグチュローションフェラVR（3月27日、KMPVR）
- 口内からアナルの皺まで完全観察! 女体観察VR（3月28日、KMPVR）
- おやすみバブらせママ手コキ（5月6日、CASANOVA）
- 唾吐き罵倒センズリ鑑賞痴女（5月13日、CASANOVA）
- 淫語×ノーモザイクディルドフェラ（5月16日、KMPVR）
- 女子校生×Tバックデカ尻顔騎VR（5月21日、KMPVR）
- 【俺専用オシャブリーナVR】13人完全撮りおろし（6月10日、こあらVR）
- ぐりぐりオナニーVR 射精管理ver（6月27日、KMPVR）
- 本サロレストラン 14 若宮はずき（8月25日、FS.KnightsVisual）
- ’聖地’渋谷にグランドオープン! 巨乳系ピンサロ「SHIBUYA 10AGE↑」  巨乳好き必見! 【派手】【セクシー】【痴女】イマドキのギャルだけを厳選した最強巨乳専門店! 圧倒的コストパフォーマンスで鬼MAX過激濃厚プレイ! ヌキすぎにはくれぐれもご注意ください (笑)（8月31日、TMA）

### アダルト動画配信
- 素人生中デビュー 瑞希（1月7日、シロウトタッチ）
- 【ハロウィンナンパ × みずきちゃん編】赤ずきん衣装のギャル系お姉さんを即マンGET! 後輩と一緒に泥酔しちゃってパイパン膣穴を好き放題犯される…!?（12月15日、黒船）
- 【裏風俗】全国裏風俗紀行 in 五反田 パイズリOKで騎乗位イキ連発の激かわ巨乳女子大生 あかり21歳（12月29日、黒船）

- 手籠め旅館 瑞希（8月5日、シロウトタッチ）
- 【魔法のタピオカアクメ】性感暴発ドリンクでお漏らしアクメ! 気持ち良すぎて笑いと痙攣が止まらないFカップ美少女に連続中出し!! ゆう（8月9日、黒船）
- 【地下アイドル個人撮影/中出し】センターはってるSランク美少女! 事務所に怒られちゃうとか言いながらすぐセックス出来るヤリマンサセ子とコスプレHwww みき（8月10日、黒船）

- 寝取られ好きの彼氏が自分の友達とSEXする彼女の姿を盗撮（1月5日、ION イイ女を寝取りたい）
- 【検証AV】 目隠しでSEXしたら相手が変わっても分からない説（3月9日、AKNR）
- 【検証AV】 今日はイカせ物だよと言っておいて延々寸止めしてたら女の子はどうなる?（5月18日、AKNR）
- 【絶頂的美女】26歳【やりたい女】はずきちゃん参上! 夜のお仕事をする彼女の応募理由は『最近失恋して… 26歳人生曲がり角。めちゃくちゃにして下さい♪』失恋したのにとにかく明るい【エロボディ美女】あり得ないほどの感度の持ち主! 【痙攣&潮吹き】何度も絶頂を繰り返しイキまくる女のSEX絶対に見逃すな!（6月12日、ARA）
- マジ軟派、初撮。 1492 はずき 26歳 ラウンジガール 新宿でスイカ割りを体験募集したら、豊満なスイカップの収穫に成功!? 暴れまくる美巨乳にパイパンおマ●コからイキ潮が大噴射! 新鮮採れたてデカパイスレンダーボディがイキ淫れる♪♪（6月20日、ナンパTV）
- 完全主観 リアルチ○ポシコり罵倒（6月22日、AKNR）
- 可愛い美女たちの突発乳首責め! 乳首が敏感だと知ったとたん微笑みながらチクベロ行為! 2（8月6日、AKNR）
- MCマンション いつでも挿れ放題な催眠オフィスレディはいかがですか? 早川瑞希（8月7日、マインドコントロール社）
- プール型レジャーランドで見つけた巨乳美女3人組 (同じ職場の先輩後輩OL)をナンパ! ノリが良くてお酒も入れたらホテルにお持ち帰り & 水着でセックス余裕でしたw（8月13日、ナンパTV）
- ノーブラ胸ポチ・胸チラ女子を乳首が硬くなるほど責め続けたら腰をくねらせながら感じまくった（8月13日、AKNR）
- 【天下無双の絶頂モンスター】イ●スタにエロい自撮りを載せる、某有名スポーツメーカーの美人広報をSNSナンパ!! 細いBODYに爆乳Gカップを搭載したグラマラス美女は底なし爆イキの超性豪!! 無限の追撃ピストンand連続中出しで、絶頂の向こう側へ…!! 「気持ち良過ぎて●んじゃう!!!!!」【イ●スタやりたガール。其の伍】 ナツキ・G 25歳 某有名スポーツメーカーの美人広報（9月13日、Jackson）
- マジ軟派、初撮。1545 はづき 26歳 ラウンジガール 【性欲の秋! 美女をおだてて即ハメる】 赤坂見附で出会ったラウンジガールをハメ落とす! 乳揉みもクンニもフェラも!? 優しく受ける押しの弱さにつけこんで、ラストはガッツリ子宮を突きまくる!（10月24日、ナンパTV）
- 谷間全開の第七世代喰いGカップ!! 神スタイル美女イベントオーガナイザーのご乱心SEX!! イベント明けのオール後もテンション爆上げ!! 谷間爆見せ!! 性欲全開で即ホで即尺!! まさに性の化身のパリピボディのパーティー明けのぶち上げ性交2発射!! AV男優の電話帳 No.53 ミーヤズッキ 24歳 Gカップのスレンダー美体に秘められた性欲… まさのSEXモンスター!?（11月29日、プレステージプレミアム）
- 【最狂エロテロリスト】【G乳グラマラスBODY】【欲情マ●コに中出し】底なしの性欲を持つ快楽原理主義者! ストップ＆ゴーの連続絶頂!! 桃尻突きまくりの激ピスで爆乳揺らしてイキまくる!!!：ウラトーーク Talk.07 若宮はずき 26歳 AV女優歴:6年（12月1日、HHH）
- 2020最終神回!!! 【ダブルG乳国宝神ギャル!!! 顔面偏差値SSS級!!!】×【エロポテンシャルMAX!!! 超絶敏感体質 & ど変態蛇口ま●この凄すぎる鬼潮&激震ビクビク脳イキ連続絶頂!!!】※ベテラン男優3人が舌を巻く程エロ(エグ)過ぎる神ギャルで、ヌいてヌいてヌきまくれ!!!：朝までハシゴ酒 66 in 浜松町駅周辺 マロン 22歳 ラウンジ嬢 / ハヅキ 23歳 ラウンジ嬢（12月11日、プレステージプレミアム）
- むにむにGカップド美人の誘惑!! 終始パンチラ&胸チラのノリ良過ぎOLと取れ高あり過ぎサボり旅ww 元地下アイドルの神対応は伊達じゃない!! 酒入ってからはマジで見所しかないから早送り厳禁!!! なんせ顔と乳と尻と感度が良過ぎww 巣ごもりのお供にしてはヌケ過ぎだろwww：今日、会社サボりませんか? 26 in 五反田 はずきちゃん 27歳 不動産事務員（12月28日、プレステージプレミアム）
- 【高電圧100万ボルト美女】26歳【電流ビリビリ連続絶頂】はずきちゃん参上! 結婚詐欺にあった彼女の応募理由は『神様にも縋る思いでSEXしたいの♪』とにかく不運が重なりビリビリ感じて嫌な事を忘れたいらしい… 【雷鳴驚く喘ぎ声】【プラズマ潮吹き】【雷フェラチオ】我を忘れ痙攣イキまくる美女の電撃SEX絶対に見逃すな!（12月29日、ARA）

- Gカップ美女!! 映え過ぎ注意!! アジア最大の歓楽街でゲリラ的撮影会を敢行!! 谷間を路上で披露でえちえちスイッチ勝手にオン!? ホテルで濃厚過激撮影会!! すばらし過ぎるえちえち神ボディにデカチンプレゼンとで歓喜の悶絶SEX!! 2発射 & お風呂マットのボーナストラック収録!! _＃被写体希望_＃09 バービー・ハート・エンジェルrev3.0 24歳 神クラスBODYの鬼映え美女!! Gカップ美乳震わせ感じるビンカン体質!!（2月26日、プレステージプレミアム）
- 【極めG乳ガチギマリSEX!!】 男が求める顔!! カラダ!! オッパイ!! まるでエロのお子様ランチや～♪ そんな特級エロ物なハイクラス美女に本性解放の媚薬マシマシ♪効能凄すぎ!! 彼女から腕を掴んでラブホへGO!! シャワーも!! ゴムも必要ない!! チ○ポがあればいい!! 無洗生チンに傍若無人騎乗位で激ピス搾精の廻!! ラブホドキュメンタリー休憩2時間 媚薬SP 02 しずか 23歳 媚薬で淫乱本性がフルスロットル!! 神G乳のえち女神降臨!!（3月6日、プレステージプレミアム）
- 常に乳首をイジイジレロレロしてくれるデリヘル嬢 はずきさん(27)（7月22日、Mr.michiru）
- 【超セックス脳×爆乳Gカップ×搾精騎乗位】「3分だけじゃ満足できないのぉッ!」 ショートすぎるセックスに性欲が超爆発! チ●ポ7本を相手に騎乗位で搾り取るッッ! イキ潮&絶頂おもらしで部屋中がぐちょどろ! まさに酒池肉林! そこの君もギガント級の妄想性欲に喰われてみないか!? 【妄想ちゃん。20人目 中野さん】（9月4日、Jackson）
- 「もう一回出そうよ♪」 何度もヌキたがる射精粘着の女子社員 若宮はずき（10月7日、AKNR）
- るきあ パパ活女子に中出し2回戦!! グラマラス巨乳娘の秘密ハメ撮り映像を無許可で流出!!（12月14日、まんまんランド）
- 追撃射精! 一回だけじゃ終わらせないよ! エグいフェラチオ・手コキでヌカされた俺（12月16日、AKNR）
- 露天で口説いて浮気SEX完全盗撮 瑞希（12月22日、シロウトタッチ）

- 緊縛調教される娘 禁断近親縄遊戯 身体に喰い込む縄と蝋燭に悶え悦ぶ哀しき性 10名収録 240分（6月8日、ZOOO）
- 帰ってきた! カリスマAV監督タイガー小堺の『AV女優のお悩みを一刀両断!! 勝手にハメ撮り人生相談始めちゃいました!! Vol.3 若宮はずき（7月15日、さんじのおかず）
- 顔面接吻 人妻不倫KISS 旦那が単身赴任中に一度きりの浮気と思い始まってしまったキス不倫の日々 若宮はずき（8月18日、AKNR）
- 「童貞なんて捨てちゃおうよ！1日でヤリチンになっちゃお？」筆下ろし大好きトリプル痴女に童貞君をお届け！（11月23日、SODクリエイト）

### 女性向けアダルト作品
早川瑞希 名義
- 甘くにがい罠 及川大智 早川瑞希（2022年6月10日、SILK LABO）

若宮はずき 名義
- 快楽堕ちした男の潮吹き イってもイっても手加減なし! 追撃手コキで射精より凄い激イキ快楽地獄へ… （2022年8月11日、カゲキっch）
- 新しい扉、ひらいて 林太一 若宮はずき（2022年6月15日、SILK LABO）

### イメージDVD
- Mizuki D3・早川瑞希（2015年3月5日、グラッツコーポレーション）
- 前貼りご令嬢（2015年9月23日、INTEC Inc）
- パンチラッ娘（2015年10月23日、INTEC Inc）
- pureまん（2015年12月13日、INTEC Inc）※「宝田ありさ」名義
- white water（2016年6月23日、INTEC Inc）※「星川希美」名義
- 初めてのツルリンチョ（2016年8月23日、INTEC Inc）※「仲川美月」名義

## 書籍

### 写真集
- 原寸大おっぱい図鑑 Ecstasy（2017年11月17日、一迅社　撮影：須崎祐次、ISBN 978-4-7580-1579-0）- Eカップ担当[17]

### 単行本
- 副業AV女優 ―ふたつの顔を持つ女神たち（2019年3月27日、寺井広樹著、豆あき著、彩図社、ISBN 978-4-8013-0368-3）- インタビュー集。「早川瑞希」時代のインタビューを収録[18]。

### デジタル写真集
早川瑞希 名義
- Tokyo-247 Girls Collection vol.006 早川瑞希（2019年2月5日、Big Fields Publishing）
- LOVEPOP デラックス 早川瑞希 七海ゆあ 001（2021年12月28日、PAD）
- LOVEPOP デラックス 早川瑞希 七海ゆあ 002（2022年01月28日、PAD）

若宮はずき 名義
- COME ALONG【グラビア写真集】若宮はずき（2021年8月6日、プレステージ出版、撮影：C:TAKERU）
- COME ALONG【ヌード写真集】若宮はずき（2021年8月6日、プレステージ出版、撮影：C:TAKERU）
- 神熱 PHOTO BOOK 若宮はずき（2021年10月15日、プレステージ出版）
- 着衣 POSING COLLECTION 制服少女編（2022年6月10日、プレステージ出版）※複数のモデルが参加したデジタル写真集。

## 出演

### テレビ
- パラダイステレビ開局20周年記念特番・リアルガチ脱衣マージャン生中継4時間SP～負けたら脱ぎ脱ぎ！全裸になったら生お仕置き！（2018年10月12日、パラダイステレビ）[19]
- 虹色パラダイス 世界記録を作っちゃえ!（2019年4月4日 - 、レインボーチャンネル、パラダイステレビ） - ナレーション

### インターネット番組
- トイズハートプレゼンツ「ハートの部屋（仮）」（2018年7月26日、ニコニコ生放送）＊第37回ゲスト[20][21][22]
- h.m.pチャンネル 平成最後の6時間生放送!!（2018年12月29日、YoutubeLive）[23]

### 映画
- 性感治療　股ぐらの処方箋（2019年7月5日、オーピー映画） - 柳沢凛子 役[24]
  - 劇場版・悦楽クリニック！　凛子の淫らな冒険（2019年8月29日、オーピー映画）※性感治療～の一般公開編集版[25]
- とろ甘ダブル同棲 肉欲ラプソディ（2024年9月6日、オーピー映画）[26]
- ふたつの月に濡れる（2024年12月11日、オーピー映画）- 早瀬奈美 役[27]

### イベント
- セクシー女優 夏前特訓会 〜目指せセンター試験 天下分け目の東京大決戦vol.2〜バンビ学園ｖｓマインズ女子高（2019年6月22日、MUSE音楽館）[28]

## インタビュー
- 愛する監督が別の女優とSEXしてるのを目撃！寝取られ気分で大嫉妬！ＡＶデビューは3人共演！あの男優さんが初相手で良かった！みんなの太陽･早川瑞希が自分のＡＶ見て大騒ぎしながらエロトーク！【ロングインタビュー第１回】(2017年10月7日、ＤＭＭ　ＮＥＷＳ．Ｒ１８)[29]
- コンビニのバイト終わりにバックヤードでＨなことを！部活を引退して性に目覚めた体育会系ガールは35歳のテクニックにメロメロ！でもAVに出演したら「男優さんスゴい！格が違う！」【早川瑞希ロングインタビュー第2回】(2017年10月16日、ＤＭＭ　ＮＥＷＳ．Ｒ１８)[30]
- 放尿は恥ずかしすぎた！早川瑞希が出演作を続々セルフレビュー。最高に良かったのは…やっぱりあの監督！▼テレビ番組のパロディで笑いが止まらず…プライベートでも飲み友達の仁美まどか＆生駒はるなと乱交も！【ロングインタビュー第３回】(2017年10月24日、ＤＭＭ　ＮＥＷＳ．Ｒ１８)[31]
- 女優道にも邁進したい！目標は○○さん！痴女の理想は蓮実クレアと仁美まどか！AV女優･早川瑞希が未来を見つめて熱中トーク！「やっぱ前戯が好き！」▼体育会系だから汗の匂いや加齢臭にキュンとします！【ロングインタビュー最終回】(2017年10月30日、ＤＭＭ　ＮＥＷＳ．Ｒ１８)[32]
- 【キス大好き美女・早川瑞希インタビュー】「セフレに『パイパンにしてほしいんだよね』と言われたんです。『彼女がしてくれないから』って。 それで私はバカだったから『私がパイパンにする！』ってなって…」前編(2018年8月30日、デラべっぴんＲ)[33]
- 【キス大好き美女・早川瑞希インタビュー】「『SEXして相性があう→付き合う』というパターンがナチュラルなので、『SEXして相性があわない→自分の気持ちが覚めちゃう、付き合わない』ってなっちゃう」後編(2018年8月31日、デラべっぴんＲ)[34]